# Lliga de Campions Femenina de la UEFA 2020-21
La Lliga de Campions Femenina de la UEFA 2020-2021 és la vintena edició de la competició europea de clubs més important del futbol femení.
Va tenir lloc durant la temporada 2020-2021 i va oposar als guanyadors dels diferents campionats europeus de la temporada anterior, així com als subcampions dels dotze millors campionats.
Aquesta va ser l'última edició en el format actual. Un nou format per a aquesta competició entra en vigor a partir de la temporada 2021-2022.

## Designació de la ciutat amfitriona de la final
Dos països van expressar el seu interès per organitzar la final de la Lliga de Campions Femenina 2020-2021 amb la UEFA abans del 26 d'octubre de 2018, la República Txeca amb l'Eden Arena de Praga i Suècia amb el Gamla Ullevi de Göteborg. Només Suècia va presentar la sol·licitud abans del termini del 15 de febrer de 2019. El Comitè Executiu de la UEFA va designar l'estadi Gamva Ullevi de Göteborg com a seu de la final.

## Participants
A diferència de la Lliga de Campions masculina, no totes les federacions europees presenten un equip, de manera que el nombre exacte d'equips no es fixa fins que no es coneix completament la llista d'accés; el mateix s'aplica a la ronda d'entrada dels equips implicats. La UEFA anuncia la llista de clubs inscrits el 16 de setembre de 2020.
El patró de classificació de la UEFA Champions League femenina 2020-2021 és el següent:
- el defensor del títol està directament classificat per als vuitens de final;
- les dotze millors associacions millor classificades pel coeficient de la UEFA al final de la temporada 2018-2019 tenen els seus clubs campions classificats directament per als vuitens de final i els seus subcampions entrant en els vuitens de final (per a les deu primeres associacions) qualificatides (per als grups d' 11 i 12);
- les altres associacions tenen el seu club campió entrant a la primera ronda de classificació.

| Pos. | Associació      | Coef.  | Equips |
| ---- | --------------- | ------ | ------ |
| 1    | França          | 90.500 | 2      |
| 2    | Alemanya        | 77.500 | 2      |
| 3    | Anglaterra      | 53.500 | 2      |
| 4    | Suècia          | 53.500 | 2      |
| 5    | Espanya         | 52.000 | 2      |
| 6    | República Txeca | 39.000 | 2      |
| 7    | Dinamarca       | 36.500 | 2      |
| 8    | Itàlia          | 33.000 | 2      |
| 9    | Suïssa          | 31.000 | 2      |
| 10   | Països Baixos   | 30.000 | 2      |
| 11   | Noruega         | 28.500 | 2      |
| 12   | Kazakhstan      | 26.000 | 2      |
| 13   | Rússia          | 26.000 | 1      |
| 14   | Escòcia         | 24.500 | 1      |
| 15   | Islàndia        | 21.000 | 1      |
| 16   | Lituània        | 21.000 | 1      |
| 17   | Xipre           | 19.000 | 1      |
| 18   | Àustria         | 19.000 | 1      |
| 19   | Polònia         | 18.000 | 1      |

| Pos. | Associació           | Coef.  | Equips |
| ---- | -------------------- | ------ | ------ |
| 20   | Sèrbia               | 13.500 | 1      |
| 21   | Belarús              | 12.500 | 1      |
| 22   | Bòsnia i Hercegovina | 12.000 | 1      |
| 23   | Romania              | 12.000 | 1      |
| 24   | Portugal             | 11.000 | 1      |
| 25   | Grècia               | 10.500 | 1      |
| 26   | Bèlgica              | 10.500 | 1      |
| 27   | Hongría              | 10.500 | 1      |
| 28   | Ucraïna              | 10.000 | 1      |
| 29   | Finlàndia            | 9.500  | 1      |
| 30   | Croàcia              | 9.000  | 1      |
| 31   | Irlanda              | 8.500  | 1      |
| 32   | Eslovènia            | 8.000  | 1      |
| 33   | Turquia              | 7.500  | 1      |
| 34   | Albània              | 5.500  | 1      |
| 35   | Bulgària             | 5.000  | 1      |
| 36   | Israel               | 5.000  | 1      |
| 37   | Estònia              | 4.500  | 1      |

| Pos. | Associació       | Coef. | Equips |
| ---- | ---------------- | ----- | ------ |
| 38   | Eslovàquia       | 3.000 | 1      |
| 39   | Gal·les          | 2.500 | 1      |
| 40   | Illes Fèroe      | 2.500 | 1      |
| 41   | Irlanda del Nord | 2.000 | 1      |
| 42   | Montenegro       | 1.500 | 1      |
| 43   | Malta            | 1.000 | 1      |
| 44   | Kosovo           | 1.000 | 1      |
| 45   | Letònia          | 1.000 | 1      |
| 46   | Moldàvia         | 0.500 | 1      |
| 47   | Macedònia        | 0.000 | 1      |
| 48   | Geòrgia          | 0.000 | 1      |
| 49   | Luxemburgo       | 0.000 | 1      |
| SC   | Armènia          | —     | 1      |
| SC   | Azerbaidjan      | —     | NE     |
| SC   | Gibraltar        | —     | NE     |
| SC   | Andorra          | —     | NL     |
| SC   | Liechtenstein    | —     | NL     |
| SC   | San Marino       | —     | NL     |

Notes
- SC - Sense classificació (l'associació no va entrar en les cinc temporades usades per calcular els coeficients)
- NE - No entren
- NL - No tenen lliga

|     | França                       | Alemanya                 | Anglaterra               | Suècia                           | Espanya                     |
| --- | ---------------------------- | ------------------------ | ------------------------ | -------------------------------- | --------------------------- |
| 1er | Olympique de Lió (145,680)   | VfL Wolfsburg (114,090)  | Chelsea (63,645)         | FC Rosengård (59,015)            | FC Barcelona (102,140)      |
| 2n  | Paris Saint-Germain (98,680) | Bayern de Múnic (78,090) | Manchester City (69,645) | Kopparbergs/Göteborg FC (20,015) | Atlético de Madrid (47,140) |

|     | Txèquia               | Dinamarca                 | Itàlia               | Suïssa                    | Països Baixos           |
| --- | --------------------- | ------------------------- | -------------------- | ------------------------- | ----------------------- |
| 1er | Slavia Praga (65.365) | Fortuna Hjørring (46,385) | Juventus FC (17,065) | Servette FCCF (7,920)     | PSV Eindhoven (10,890)  |
| 2n  | Sparta Praga (31,365) | Brøndby IF (45,385)       | Fiorentina (29,065)  | FC Zürich Frauen (34,920) | Ajax Amsterdam (23,890) |

|     | Noruega                | Kazakhstan             |
| --- | ---------------------- | ---------------------- |
| 1er | Lillestrøm SK (44,075) | BIIK Kazygurt (38,570) |

| Segons - Noruega: Vålerenga FD (9,075) - Kazakhstan : Okjetpes Kökşetaw (9,570) Campions - Rússia: CSKA Moscou (7,425) - Escòcia: Glasgow City FC (36,590) - Islàndia: Valur Reykjavik (8,580) - Lituània: FK Gintra Universitetas (19,285) - Xipre: Apollon Limassol (16,280) - Àustria: SKN St. Pölten Frauen (23,950) - Polònia: Górnik Łęczna (8,825) - Sèrbia: ZFK Spartak Subotica (20,615) - Belarús: FK Minsk (25,270) - Bòsnia-Hercegovina: ŽNK SFK 2000 Sarajevo (15,960) - Romania: Olimpia Cluj (14,630) - Portugal: Sport Lisboa e Benfica (0,000) - Grècia: PAOK Salònica (10,635) - Bèlgica: RSC Anderlecht (10,125) - Hongria: Ferencvárosi TC (9,470) - Ucraïna: WFC Zhytlobud-2 Kharkiv (4,800) - Finlàndia: HJK Helsinki (3,465) - Croàcia: ŽNK Split (3,310) | - Irlanda: Peamount United (2,475) - Eslovènia: ŽNK Pomurje (6,980) - Turquia: ALG Spor (2,475) - Albània: KFF Vllaznia Shkodër (9,310) - Bulgària: NSA Sofia (5,985) - Israel: Ramat HaSharon (3,650) - Estònia: FC Flora Tallinn (2,485) - Eslovàquia: ŠK Slovan Bratislava (4,320) - País de Gal·les: Swansea City (1,155) - Illes Fèroe: KI Klaksvik (3,325) - Irlanda del Nord: Linfield LFC (1,160) - Montenegro: ŽFK Breznica (3,990) - Malta: Birkirkara FC (0,830) - Kosovo: KFF Mitrovica (4,320) - Letònia: Rīgas FS (1,330) - Moldàvia: Agarista-ȘS Anenii Noi (0,165) - Macedònia del Nord: ŽFK Kamenica Sasa (0,000) - Georgia: WFC Lantchkhouti (0,000) - Luxemburg: Racing FC (0,000) - Armènia: Alashkert (0,000) |

## Calendari
| Ronda                          | Data del sorteig             | Data d'anada                 | Data de tornada              | Nombre de participants       | Possicions                   |
| Fase de classificació (2020)   | Fase de classificació (2020) | Fase de classificació (2020) | Fase de classificació (2020) | Fase de classificació (2020) | Fase de classificació (2020) |
| ------------------------------ | ---------------------------- | ---------------------------- | ---------------------------- | ---------------------------- | ---------------------------- |
| Primera ronda de classificació | 22 d'octubre a Nyon          | 3-4 novembre                 | 3-4 novembre                 | 40                           | 40 a 20                      |
| Segona ronda de classificació  | 6 de novembre a Nyon         | 18-19 novembre               | 18-19 novembre               | 20                           | 20 a 10                      |
| Fase final (2020 - 2021)       |                              |                              |                              |                              |                              |
| Setzens de final               | 24 de novembre a Nyon        | 8-9 desembre                 | 15-16 desembre               | 32 (10 + 22)                 | 32 a 16                      |
| Vuitens de final               | 16 de febrer de 2021 a Nyon  | 3-4 març                     | 10-11 març                   | 16                           | 16 a 8                       |
| Quarts de final                | 12 de març de 2021 Nyon      | 23-24 març                   | 31 març - 1 abril            | 8                            | 8 a 4                        |
| Semifinals                     | 12 de març de 2021 Nyon      | 24-25 abril                  | 1 -2 maig                    | 4                            | 4 a 2                        |
| Final                          | 12 de març de 2021 Nyon      | 16 maig a Göteborg           | 16 maig a Göteborg           | 2                            | 2 a 1                        |

## Fase de qualificació

### Format
El format de les qualificacions va canviar a causa de la pandèmia Covid-19 a Europa. Els grups de la fase de classificació van ser substituïts per dues rondes eliminatòries d'un sol partit.
Els partits es van jugar el 3 i el 4 de novembre per a la primera ronda i el 18 i 19 de novembre per a la segona ronda.

#### Primera ronda de classificació
El sorteig de la primera ronda de classificació va tenir lloc el 22 d'octubre de 2020 a Nyon.
Durant el sorteig, els equips es van dividir en 10 grups. Els caps de sèrie es determinen segons el coeficient de la UEFA dels equips. A cada grup, els equips estan numerats per tal de fer el sorteig més ràpid.
| Grup 1        | Grup 1                  | Grup 1        | Grup 1             | Grup 1                 | Grup 1             | Grup 2        | Grup 2                  | Grup 2        | Grup 2           | Grup 2                 | Grup 2           |
| Caps de série | Caps de série           | Caps de série | No caps de sèrie   | No caps de sèrie       | No caps de sèrie   | Caps de sèrie | Caps de sèrie           | Caps de sèrie | No caps de sèrie | No caps de sèrie       | No caps de sèrie |
| ------------- | ----------------------- | ------------- | ------------------ | ---------------------- | ------------------ | ------------- | ----------------------- | ------------- | ---------------- | ---------------------- | ---------------- |
| 1             | CSKA Moscou             | 7.425         | 3                  | FC Flora Tallinn       | 2.485              | 1             | ZFK Spartak Subotica    | 20.615        | 3                | Agarista-ȘS Anenii Noi | 0.165            |
| 2             | FK Minsk                | 25.270        | 4                  | Rīgas FS               | 1.330              | 2             | ŽNK Pomurje             | 6.980         | 4                | ŽFK Breznica           | 3.990            |
| Grup 3        | Grup 3                  | Grup 3        | Grup 3             | Grup 3                 | Grup 3             | Grup 4        | Grup 4                  | Grup 4        | Grup 4           | Grup 4                 | Grup 4           |
| Caps de sèrie | Caps de sèrie           | Caps de sèrie | No caps de sèrie   | No caps de sèrie       | No caps de sèrie   | Caps de sèrie | Caps de sèrie           | Caps de sèrie | No caps de sèrie | No caps de sèrie       | No caps de sèrie |
| 1             | WFC Zhytlobud-2 Kharkiv | 4.800         | 3                  | Alashkert              | 0.000              | 1             | Valur Reykjavik         | 8.580         | 3                | HJK Helsinki           | 3.465            |
| 2             | Okjetpes Kökşetaw       | 9.570         | 4                  | WFC Lantchkhouti       | 0.000              | 2             | Vålerenga FD            | 9.075         | 4                | KI Klaksvik            | 3.325            |
| Grup 5        | Grup 5                  | Grup 5        | Grup 5             | Grup 5                 | Grup 5             | Grup 6        | Grup 6                  | Grup 6        | Grup 6           | Grup 6                 | Grup 6           |
| Caps de sèrie | Caps de sèrie           | Caps de sèrie | No caps de sèrie   | No caps de sèrie       | No caps de sèrie   | Caps de sèrie | Caps de sèrie           | Caps de sèrie | No caps de sèrie | No caps de sèrie       | No caps de sèrie |
| 1             | Górnik Łęczna           | 8.825         | 3                  | ŽNK Split              | 3.310              | 1             | FK Gintra Universitetas | 19.285        | 3                | ŠK Slovan Bratislava   | 4.320            |
| 2             | Apollon Limassol        | 16.280        | 4                  | Swansea City           | 1.155              | 2             | Ferencvárosi TC         | 9.470         | 4                | Racing FC              | 0.000            |
| Grup 7        | Grup 7                  | Grup 7        | Grup 7             | Grup 7                 | Grup 7             | Grup 8        | Grup 8                  | Grup 8        | Grup 8           | Grup 8                 | Grup 8           |
| Caps de sèrie | Caps de sèrie           | Caps de sèrie | Non têtes de série | Non têtes de série     | Non têtes de série | Caps de sèrie | Caps de sèrie           | Caps de sèrie | No caps de sèrie | No caps de sèrie       | No caps de sèrie |
| 1             | SKN St. Pölten Frauen   | 23.950        | 3                  | KFF Mitrovica          | 4.320              | 1             | RSC Anderlecht          | 10.125        | 3                | Linfield LFC           | 1.160            |
| 2             | NSA Sofia               | 5.985         | 4                  | ŽFK Kamenica Sasa      | 0.000              | 2             | Glasgow City FC         | 36.590        | 4                | Peamount United        | 2.475            |
| Grup 9        | Grup 9                  | Grup 9        | Grup 9             | Grup 9                 | Grup 9             | Grup 10       | Grup 10                 | Grup 10       | Grup 10          | Grup 10                | Grup 10          |
| Caps de sèrie | Caps de sèrie           | Caps de sèrie | No caps de sèrie   | No caps de sèrie       | No caps de sèrie   | Caps de sèrie | Caps de sèrie           | Caps de sèrie | No caps de sèrie | No caps de sèrie       | No caps de sèrie |
| 1             | PAOK Salònica           | 10.635        | 3                  | Sport Lisboa e Benfica | 0.000              | 1             | KFF Vllaznia Shkodër    | 9.310         | 3                | ALG Spor               | 2.475            |
| 2             | Olimpia Cluj            | 14.630        | 4                  | Birkirkara FC          | 0.830              | 2             | ŽNK SFK 2000 Sarajevo   | 15.960        | 4                | Ramat HaSharon         | 3.650            |

| Club                    | Resultat          | Club                   |
| ----------------------- | ----------------- | ---------------------- |
| CSKA Moscou             | 2 - 0             | FC Flora Tallinn       |
| ZFK Spartak Subotica    | 4 - 0             | Agarista-ȘS Anenii Noi |
| WFC Zhytlobud-2 Kharkiv | 9 - 0             | Alashkert              |
| Valur Reykjavik         | 3 - 0             | HJK Helsinki           |
| Górnik Łęczna           | 4 - 1             | ŽNK Split              |
| FK Gintra Universitetas | 4-0               | ŠK Slovan Bratislava   |
| SKN St. Pölten Frauen   | 2 - 0             | KFF Mitrovica          |
| RSC Anderlecht          | 8 - 0             | Linfield LFC           |
| PAOK Salònica           | 1 - 3             | Sport Lisboa e Benfica |
| KFF Vllaznia Shkoder    | 3 - 3 ap 3 - 2 p. | ALG Spor               |
| FK Minsk                | 3 - 0             | Rīgas FS               |
| ŽNK Pomurje             | 3 - 0             | ŽFK Breznica           |
| Okjetpes Kökşetaw       | 1 - 2 t.s.        | WFC Lantxkhouti        |
| Vålerenga FD            | 7 - 0             | KI Klaksvik            |
| Apollon Limassol        | 3 - 0             | Swansea City           |
| Ferencvárosi TC         | 6 - 1             | Racing FC              |
| NSA Sofia               | 3 - 1             | ŽFK Kamenica Sasa      |
| Glasgow City FC         | 0 - 0 ap 6-5 p.   | Peamount United        |
| Olimpia Cluj            | 2 - 1             | Birkirkara FC          |
| ŽNK SFK 2000 Sarajevo   | 4 - 0             | Ramat HaSharon         |

#### Segona ronda de classificació
El sorteig de la segona ronda de classificació va tenir lloc el 6 de novembre de 2020 a Nyon.
Durant el sorteig, els equips es divideixen en 5 grups. Els caps de sèrie es determinen segons el coeficient de la UEFA dels equips. A cada grup, els equips estan numerats per tal de fer el sorteig més ràpid.
| Grup 1       | Grup 1                  | Grup 1       | Grup 1          | Grup 1                  | Grup 1          | Grup 2       | Grup 2                | Grup 2       | Grup 2          | Grup 2                 | Grup 2          |
| Cap de sèrie | Cap de sèrie            | Cap de sèrie | No cap de sèrie | No cap de sèrie         | No cap de sèrie | Cap de sèrie | Cap de sèrie          | Cap de sèrie | No cap de sèrie | No cap de sèrie        | No cap de sèrie |
| ------------ | ----------------------- | ------------ | --------------- | ----------------------- | --------------- | ------------ | --------------------- | ------------ | --------------- | ---------------------- | --------------- |
| 1            | FK Gintra Universitetas | 19.285       | 3               | Górnik Łęczna           | 8.825           | 1            | RSC Anderlecht        | 10.125       | 3               | ŽNK Pomurje            | 6.980           |
| 2            | Apollon Limassol        | 16.280       | 4               | Vålerenga FD            | 9.075           | 2            | Ferencvárosi TC       | 9.470        | 4               | Sport Lisboa e Benfica | 0,000           |
| Grup 3       | Grup 3                  | Grup 3       | Grup 3          | Grup 3                  | Grup 3          | Grup 4       | Grup 4                | Grup 4       | Grup 4          | Grup 4                 | Grup 4          |
| Cap de sèrie | Cap de sèrie            | Cap de sèrie | No cap de sèrie | No cap de sèrie         | No cap de sèrie | Cap de sèrie | Cap de sèrie          | Cap de sèrie | No cap de sèrie | No cap de sèrie        | No cap de sèrie |
| 1            | ŽNK SFK 2000 Sarajevo   | 15.960       | 3               | NSA Sofia               | 5.985           | 1            | SKN St. Pölten Frauen | 23.950       | 3               | Valur Reykjavik        | 8.580           |
| 2            | ZFK Spartak Subotica    | 20.615       | 4               | WFC Zhytlobud-2 Kharkiv | 4.800           | 2            | Glasgow City fc       | 36.590       | 4               | CSKA Moscou            | 7.425           |
| Grup 5       |                         |              |                 |                         |                 |              |                       |              |                 |                        |                 |
| Cap de sèrie | Cap de sèrie            | Cap de sèrie | No cap de sèrie | No cap de sèrie         | No cap de sèrie |              |                       |              |                 |                        |                 |
| 1            | Olimpia Cluj            | 14.630       | 3               | KFF Vllaznia Shkoder    | 9.310           |              |                       |              |                 |                        |                 |
| 2            | FK Minsk                | 25.270       | 4               | WFC Lantchkhouti        | 0,000           |              |                       |              |                 |                        |                 |

| Club                    | Resultat       | Club                    |
| ----------------------- | -------------- | ----------------------- |
| Górnik Łęczna           | 2 - 1          | Apollon Limassol        |
| ŽNK Pomurje             | 4 - 1          | Ferencvárosi TC         |
| NSA Sofia               | 0 - 7          | ZFK Spartak Subotica    |
| Valur Reykjavik         | 1 - 1 ap3-4 p. | Glasgow City fc         |
| KFF Vllaznia Shkoder    | 0 - 2          | FK Minsk                |
| FK Gintra Universitetas | 0 - 7          | Vålerenga FD            |
| RSC Anderlecht          | 1 - 2          | Sport Lisboa e Benfica  |
| ŽNK SFK 2000 Sarajevo   | 0 - 2          | WFC Zhytlobud-2 Kharkiv |
| SKN St. Pölten Frauen   | 1 - 0          | CSKA Moscou             |
| Olimpia Cluj            | 0 - 1          | WFC Lantxkhouti         |

## Fase final
|  | Setzens de final        | Setzens de final      | Setzens de final | Setzens de final |                         |         | Vuitens de final | Vuitens de final | Vuitens de final | Vuitens de final |  |  | Quarts de final | Quarts de final | Quarts de final | Quarts de final |  |  | Semifinals | Semifinals | Semifinals | Semifinals |  |  | Final | Final | Final | Final |
|  |                         |                       |                  |                  |                         |         |                  |                  |                  |                  |  |  |                 |                 |                 |                 |  |  |            |            |            |            |  |  |       |       |       |       |
|  |                         |                       |                  |                  |                         |         |                  |                  |                  |                  |  |  |                 |                 |                 |                 |  |  |            |            |            |            |  |  |       |       |       |       |
|  |                         |                       |                  |                  |                         |         |                  |                  |                  |                  |  |  |                 |                 |                 |                 |  |  |            |            |            |            |  |  |       |       |       |       |
|  | Zhytlobud-2 Kharkiv     | 2                     | 0                | 2                |                         |         |                  |                  |                  |                  |  |  |                 |                 |                 |                 |  |  |            |            |            |            |  |  |       |       |       |       |
|  | Zhytlobud-2 Kharkiv     | 2                     | 0                | 2                |                         |         |                  |                  |                  |                  |  |  |                 |                 |                 |                 |  |  |            |            |            |            |  |  |       |       |       |       |
|  | BIIK Kazygurt (c)       | 1                     | 1                | 2                |                         |         |                  |                  |                  |                  |  |  |                 |                 |                 |                 |  |  |            |            |            |            |  |  |       |       |       |       |
|  | BIIK Kazygurt (c)       | 1                     | 1                | 2                | BIIK Kazygurt           | 1       | 0                | 1                |                  |                  |  |  |                 |                 |                 |                 |  |  |            |            |            |            |  |  |       |       |       |       |
|  |                         |                       |                  |                  | BIIK Kazygurt           | 1       | 0                | 1                |                  |                  |  |  |                 |                 |                 |                 |  |  |            |            |            |            |  |  |       |       |       |       |
|  |                         | Bayern Múnic          | 6                | 3                | 9                       |         |                  |                  |                  |                  |  |  |                 |                 |                 |                 |  |  |            |            |            |            |  |  |       |       |       |       |
|  | AFC Ajax                | Bayern Múnic          | 6                | 3                | 9                       | 1       | 0                | 1                |                  |                  |  |  |                 |                 |                 |                 |  |  |            |            |            |            |  |  |       |       |       |       |
|  | AFC Ajax                |                       |                  |                  |                         | 1       | 0                | 1                |                  |                  |  |  |                 |                 |                 |                 |  |  |            |            |            |            |  |  |       |       |       |       |
|  | Bayern Múnic            | 3                     | 3                | 6                |                         |         |                  |                  |                  |                  |  |  |                 |                 |                 |                 |  |  |            |            |            |            |  |  |       |       |       |       |
|  | Bayern Múnic            | 3                     | 3                | 6                | Bayern Múnic            | 3       | 1                | 4                |                  |                  |  |  |                 |                 |                 |                 |  |  |            |            |            |            |  |  |       |       |       |       |
|  |                         |                       |                  |                  | Bayern Múnic            | 3       | 1                | 4                |                  |                  |  |  |                 |                 |                 |                 |  |  |            |            |            |            |  |  |       |       |       |       |
|  |                         | FC Rosengård          | 0                | 0                | 0                       |         |                  |                  |                  |                  |  |  |                 |                 |                 |                 |  |  |            |            |            |            |  |  |       |       |       |       |
|  | Lanchkhuti              | FC Rosengård          | 0                | 0                | 0                       | 0       | 0                | 0                |                  |                  |  |  |                 |                 |                 |                 |  |  |            |            |            |            |  |  |       |       |       |       |
|  | Lanchkhuti              |                       |                  |                  |                         | 0       | 0                | 0                |                  |                  |  |  |                 |                 |                 |                 |  |  |            |            |            |            |  |  |       |       |       |       |
|  | FC Rosengård            | 7                     | 10               | 17               |                         |         |                  |                  |                  |                  |  |  |                 |                 |                 |                 |  |  |            |            |            |            |  |  |       |       |       |       |
|  | FC Rosengård            | 7                     | 10               | 17               | FC Rosengård            | 2       | 2                | 4                |                  |                  |  |  |                 |                 |                 |                 |  |  |            |            |            |            |  |  |       |       |       |       |
|  |                         |                       |                  |                  | FC Rosengård            | 2       | 2                | 4                |                  |                  |  |  |                 |                 |                 |                 |  |  |            |            |            |            |  |  |       |       |       |       |
|  |                         | SKN St. Pölten Frauen | 2                | 0                | 2                       |         |                  |                  |                  |                  |  |  |                 |                 |                 |                 |  |  |            |            |            |            |  |  |       |       |       |       |
|  | SKN St. Pölten Frauen   | SKN St. Pölten Frauen | 2                | 0                | 2                       | 2       | 1                | 3                |                  |                  |  |  |                 |                 |                 |                 |  |  |            |            |            |            |  |  |       |       |       |       |
|  | SKN St. Pölten Frauen   |                       |                  |                  |                         | 2       | 1                | 3                |                  |                  |  |  |                 |                 |                 |                 |  |  |            |            |            |            |  |  |       |       |       |       |
|  | FC Zürich Frauen        | 0                     | 0                | 0                |                         |         |                  |                  |                  |                  |  |  |                 |                 |                 |                 |  |  |            |            |            |            |  |  |       |       |       |       |
|  | FC Zürich Frauen        | 0                     | 0                | 0                | Bayern Múnic            | 2       | 1                | 3                |                  |                  |  |  |                 |                 |                 |                 |  |  |            |            |            |            |  |  |       |       |       |       |
|  |                         |                       |                  |                  | Bayern Múnic            | 2       | 1                | 3                |                  |                  |  |  |                 |                 |                 |                 |  |  |            |            |            |            |  |  |       |       |       |       |
|  |                         | Chelsea               | 1                | 4                | 5                       |         |                  |                  |                  |                  |  |  |                 |                 |                 |                 |  |  |            |            |            |            |  |  |       |       |       |       |
|  | Sport Lisboa e Benfica  | Chelsea               | 1                | 4                | 5                       | 0       | 0                | 0                |                  |                  |  |  |                 |                 |                 |                 |  |  |            |            |            |            |  |  |       |       |       |       |
|  | Sport Lisboa e Benfica  |                       |                  |                  |                         | 0       | 0                | 0                |                  |                  |  |  |                 |                 |                 |                 |  |  |            |            |            |            |  |  |       |       |       |       |
|  | Chelsea                 | 5                     | 3                | 8                |                         |         |                  |                  |                  |                  |  |  |                 |                 |                 |                 |  |  |            |            |            |            |  |  |       |       |       |       |
|  | Chelsea                 | 5                     | 3                | 8                | Chelsea                 | 2       | 1                | 3                |                  |                  |  |  |                 |                 |                 |                 |  |  |            |            |            |            |  |  |       |       |       |       |
|  |                         |                       |                  |                  | Chelsea                 | 2       | 1                | 3                |                  |                  |  |  |                 |                 |                 |                 |  |  |            |            |            |            |  |  |       |       |       |       |
|  |                         | Atlético de Madrid    | 0                | 1                | 1                       |         |                  |                  |                  |                  |  |  |                 |                 |                 |                 |  |  |            |            |            |            |  |  |       |       |       |       |
|  | Servette FCCF           | Atlético de Madrid    | 0                | 1                | 1                       | 2       | 0                | 2                |                  |                  |  |  |                 |                 |                 |                 |  |  |            |            |            |            |  |  |       |       |       |       |
|  | Servette FCCF           |                       |                  |                  |                         | 2       | 0                | 2                |                  |                  |  |  |                 |                 |                 |                 |  |  |            |            |            |            |  |  |       |       |       |       |
|  | Atlético de Madrid      | 4                     | 5                | 9                |                         |         |                  |                  |                  |                  |  |  |                 |                 |                 |                 |  |  |            |            |            |            |  |  |       |       |       |       |
|  | Atlético de Madrid      | 4                     | 5                | 9                | Chelsea                 | 2       | 3                | 5                |                  |                  |  |  |                 |                 |                 |                 |  |  |            |            |            |            |  |  |       |       |       |       |
|  |                         |                       |                  |                  | Chelsea                 | 2       | 3                | 5                |                  |                  |  |  |                 |                 |                 |                 |  |  |            |            |            |            |  |  |       |       |       |       |
|  |                         | VfL Wolfsburg         | 1                | 0                | 1                       |         |                  |                  |                  |                  |  |  |                 |                 |                 |                 |  |  |            |            |            |            |  |  |       |       |       |       |
|  | Spartak Subotica        | VfL Wolfsburg         | 1                | 0                | 1                       | 0       | 0                | 0                |                  |                  |  |  |                 |                 |                 |                 |  |  |            |            |            |            |  |  |       |       |       |       |
|  | Spartak Subotica        |                       |                  |                  |                         | 0       | 0                | 0                |                  |                  |  |  |                 |                 |                 |                 |  |  |            |            |            |            |  |  |       |       |       |       |
|  | VfL Wolfsburg           | 5                     | 2                | 7                |                         |         |                  |                  |                  |                  |  |  |                 |                 |                 |                 |  |  |            |            |            |            |  |  |       |       |       |       |
|  | VfL Wolfsburg           | 5                     | 2                | 7                | VfL Wolfsburg           | 2       | 2                | 4                |                  |                  |  |  |                 |                 |                 |                 |  |  |            |            |            |            |  |  |       |       |       |       |
|  |                         |                       |                  |                  | VfL Wolfsburg           | 2       | 2                | 4                |                  |                  |  |  |                 |                 |                 |                 |  |  |            |            |            |            |  |  |       |       |       |       |
|  |                         | Lillestrøm SK         | 0                | 0                | 0                       |         |                  |                  |                  |                  |  |  |                 |                 |                 |                 |  |  |            |            |            |            |  |  |       |       |       |       |
|  | FK Minsk                | Lillestrøm SK         | 0                | 0                | 0                       | 0       | 1                | 1                |                  |                  |  |  |                 |                 |                 |                 |  |  |            |            |            |            |  |  |       |       |       |       |
|  | FK Minsk                |                       |                  |                  | 16 maig – Göteborg      | 0       | 1                | 1                |                  |                  |  |  |                 |                 |                 |                 |  |  |            |            |            |            |  |  |       |       |       |       |
|  | Lillestrøm SK           | 2                     | 0                | 2                |                         |         |                  |                  |                  |                  |  |  |                 |                 |                 |                 |  |  |            |            |            |            |  |  |       |       |       |       |
|  | Lillestrøm SK           | 2                     | 0                | 2                | Chelsea                 | Chelsea | Chelsea          | 0                |                  |                  |  |  |                 |                 |                 |                 |  |  |            |            |            |            |  |  |       |       |       |       |
|  |                         |                       |                  |                  | Chelsea                 | Chelsea | Chelsea          | 0                |                  |                  |  |  |                 |                 |                 |                 |  |  |            |            |            |            |  |  |       |       |       |       |
|  |                         | Barcelona             | Barcelona        | Barcelona        | 4                       |         |                  |                  |                  |                  |  |  |                 |                 |                 |                 |  |  |            |            |            |            |  |  |       |       |       |       |
|  | Górnik Łęczna           | Barcelona             | Barcelona        | Barcelona        | 4                       | 0       | 1                | 1                |                  |                  |  |  |                 |                 |                 |                 |  |  |            |            |            |            |  |  |       |       |       |       |
|  | Górnik Łęczna           |                       |                  |                  |                         | 0       | 1                | 1                |                  |                  |  |  |                 |                 |                 |                 |  |  |            |            |            |            |  |  |       |       |       |       |
|  | París Saint-Germain     | 2                     | 6                | 8                |                         |         |                  |                  |                  |                  |  |  |                 |                 |                 |                 |  |  |            |            |            |            |  |  |       |       |       |       |
|  | París Saint-Germain     | 2                     | 6                | 8                | París Saint-Germain     | 5       | 0                | 5                |                  |                  |  |  |                 |                 |                 |                 |  |  |            |            |            |            |  |  |       |       |       |       |
|  |                         |                       |                  |                  | París Saint-Germain     | 5       | 0                | 5                |                  |                  |  |  |                 |                 |                 |                 |  |  |            |            |            |            |  |  |       |       |       |       |
|  |                         | Sparta Praga          | 0                | 3                | 3                       |         |                  |                  |                  |                  |  |  |                 |                 |                 |                 |  |  |            |            |            |            |  |  |       |       |       |       |
|  | Sparta Praga            | Sparta Praga          | 0                | 3                | 3                       | 2       | 1                | 3                |                  |                  |  |  |                 |                 |                 |                 |  |  |            |            |            |            |  |  |       |       |       |       |
|  | Sparta Praga            |                       |                  |                  |                         | 2       | 1                | 3                |                  |                  |  |  |                 |                 |                 |                 |  |  |            |            |            |            |  |  |       |       |       |       |
|  | Glasgow City FC         | 1                     | 0                | 1                |                         |         |                  |                  |                  |                  |  |  |                 |                 |                 |                 |  |  |            |            |            |            |  |  |       |       |       |       |
|  | Glasgow City FC         | 1                     | 0                | 1                | París Saint-Germain (c) | 0       | 2                | 2                |                  |                  |  |  |                 |                 |                 |                 |  |  |            |            |            |            |  |  |       |       |       |       |
|  |                         |                       |                  |                  | París Saint-Germain (c) | 0       | 2                | 2                |                  |                  |  |  |                 |                 |                 |                 |  |  |            |            |            |            |  |  |       |       |       |       |
|  |                         | Olympique de Lió      | 1                | 1                | 2                       |         |                  |                  |                  |                  |  |  |                 |                 |                 |                 |  |  |            |            |            |            |  |  |       |       |       |       |
|  | Juventus FC             | Olympique de Lió      | 1                | 1                | 2                       | 2       | 0                | 2                |                  |                  |  |  |                 |                 |                 |                 |  |  |            |            |            |            |  |  |       |       |       |       |
|  | Juventus FC             |                       |                  |                  |                         | 2       | 0                | 2                |                  |                  |  |  |                 |                 |                 |                 |  |  |            |            |            |            |  |  |       |       |       |       |
|  | Olympique de Lió        | 3                     | 3                | 6                |                         |         |                  |                  |                  |                  |  |  |                 |                 |                 |                 |  |  |            |            |            |            |  |  |       |       |       |       |
|  | Olympique de Lió        | 3                     | 3                | 6                | Olympique de Lió        | 2       | 3                | 5                |                  |                  |  |  |                 |                 |                 |                 |  |  |            |            |            |            |  |  |       |       |       |       |
|  |                         |                       |                  |                  | Olympique de Lió        | 2       | 3                | 5                |                  |                  |  |  |                 |                 |                 |                 |  |  |            |            |            |            |  |  |       |       |       |       |
|  |                         | Brøndby IF            | 0                | 1                | 1                       |         |                  |                  |                  |                  |  |  |                 |                 |                 |                 |  |  |            |            |            |            |  |  |       |       |       |       |
|  | Vålerenga               | Vålerenga             | Vålerenga        | 1                | 1                       | 1 (4)   |                  |                  |                  |                  |  |  |                 |                 |                 |                 |  |  |            |            |            |            |  |  |       |       |       |       |
|  | Vålerenga               | Vålerenga             | Vålerenga        |                  |                         |         |                  |                  |                  |                  |  |  |                 |                 |                 |                 |  |  |            |            |            |            |  |  |       |       |       |       |
|  | Brøndby IF (p.)         | Brøndby IF (p.)       | Brøndby IF (p.)  | 1 (5)            |                         |         |                  |                  |                  |                  |  |  |                 |                 |                 |                 |  |  |            |            |            |            |  |  |       |       |       |       |
|  | Brøndby IF (p.)         | Brøndby IF (p.)       | Brøndby IF (p.)  | 1 (5)            | París Saint-Germain     | 1       | 1                | 2                |                  |                  |  |  |                 |                 |                 |                 |  |  |            |            |            |            |  |  |       |       |       |       |
|  |                         |                       |                  |                  | París Saint-Germain     | 1       | 1                | 2                |                  |                  |  |  |                 |                 |                 |                 |  |  |            |            |            |            |  |  |       |       |       |       |
|  |                         | Barcelona             | 1                | 2                | 3                       |         |                  |                  |                  |                  |  |  |                 |                 |                 |                 |  |  |            |            |            |            |  |  |       |       |       |       |
|  | PSV Eindhoven           | Barcelona             | 1                | 2                | 3                       | 1       | 1                | 2                |                  |                  |  |  |                 |                 |                 |                 |  |  |            |            |            |            |  |  |       |       |       |       |
|  | PSV Eindhoven           |                       |                  |                  |                         | 1       | 1                | 2                |                  |                  |  |  |                 |                 |                 |                 |  |  |            |            |            |            |  |  |       |       |       |       |
|  | Barcelona               | 4                     | 4                | 8                |                         |         |                  |                  |                  |                  |  |  |                 |                 |                 |                 |  |  |            |            |            |            |  |  |       |       |       |       |
|  | Barcelona               | 4                     | 4                | 8                | Barcelona               | 4       | 5                | 9                |                  |                  |  |  |                 |                 |                 |                 |  |  |            |            |            |            |  |  |       |       |       |       |
|  |                         |                       |                  |                  | Barcelona               | 4       | 5                | 9                |                  |                  |  |  |                 |                 |                 |                 |  |  |            |            |            |            |  |  |       |       |       |       |
|  |                         | Fortuna Hjørring      | 0                | 0                | 0                       |         |                  |                  |                  |                  |  |  |                 |                 |                 |                 |  |  |            |            |            |            |  |  |       |       |       |       |
|  | Pomurje                 | Fortuna Hjørring      | 0                | 0                | 0                       | 0       | 2                | 2                |                  |                  |  |  |                 |                 |                 |                 |  |  |            |            |            |            |  |  |       |       |       |       |
|  | Pomurje                 |                       |                  |                  |                         | 0       | 2                | 2                |                  |                  |  |  |                 |                 |                 |                 |  |  |            |            |            |            |  |  |       |       |       |       |
|  | Fortuna Hjørring        | 3                     | 3                | 6                |                         |         |                  |                  |                  |                  |  |  |                 |                 |                 |                 |  |  |            |            |            |            |  |  |       |       |       |       |
|  | Fortuna Hjørring        | 3                     | 3                | 6                | Barcelona               | 3       | 1                | 4                |                  |                  |  |  |                 |                 |                 |                 |  |  |            |            |            |            |  |  |       |       |       |       |
|  |                         |                       |                  |                  | Barcelona               | 3       | 1                | 4                |                  |                  |  |  |                 |                 |                 |                 |  |  |            |            |            |            |  |  |       |       |       |       |
|  |                         | Manchester City       | 0                | 2                | 2                       |         |                  |                  |                  |                  |  |  |                 |                 |                 |                 |  |  |            |            |            |            |  |  |       |       |       |       |
|  | Kopparbergs/Göteborg FC | Manchester City       | 0                | 2                | 2                       | 1       | 0                | 1                |                  |                  |  |  |                 |                 |                 |                 |  |  |            |            |            |            |  |  |       |       |       |       |
|  | Kopparbergs/Göteborg FC |                       |                  |                  |                         | 1       | 0                | 1                |                  |                  |  |  |                 |                 |                 |                 |  |  |            |            |            |            |  |  |       |       |       |       |
|  | Manchester City         | 2                     | 3                | 5                |                         |         |                  |                  |                  |                  |  |  |                 |                 |                 |                 |  |  |            |            |            |            |  |  |       |       |       |       |
|  | Manchester City         | 2                     | 3                | 5                | Manchester City         | 3       | 5                | 8                |                  |                  |  |  |                 |                 |                 |                 |  |  |            |            |            |            |  |  |       |       |       |       |
|  |                         |                       |                  |                  | Manchester City         | 3       | 5                | 8                |                  |                  |  |  |                 |                 |                 |                 |  |  |            |            |            |            |  |  |       |       |       |       |
|  |                         | Fiorentina            | 0                | 0                | 0                       |         |                  |                  |                  |                  |  |  |                 |                 |                 |                 |  |  |            |            |            |            |  |  |       |       |       |       |
|  | Fiorentina              | Fiorentina            | 0                | 0                | 0                       | 2       | 1                | 3                |                  |                  |  |  |                 |                 |                 |                 |  |  |            |            |            |            |  |  |       |       |       |       |
|  | Fiorentina              |                       |                  |                  |                         | 2       | 1                | 3                |                  |                  |  |  |                 |                 |                 |                 |  |  |            |            |            |            |  |  |       |       |       |       |
|  | Slavia Praga            | 2                     | 0                | 2                |                         |         |                  |                  |                  |                  |  |  |                 |                 |                 |                 |  |  |            |            |            |            |  |  |       |       |       |       |
|  | Slavia Praga            | 2                     | 0                | 2                |                         |         |                  |                  |                  |                  |  |  |                 |                 |                 |                 |  |  |            |            |            |            |  |  |       |       |       |       |

### Setzens de final
Els clubs en cursiva corresponen als equips classificats després de la segona ronda de classificació. El coeficient de la UEFA dels clubs, que determinen els caps de sèrie, s'indica entre parèntesis. Els caps de sèrie juguen els partits de tornada a casa. El sorteig es fa el dia 24 de novembre de 2020 a Nyon.
| Caps de sèrie | No caps de sèrie |
| --- | --- |
| - Olympique de Lió Lyonnais (145.680 - defensor del tíbol) - VfL Wolfsburg (114.090) - FC Barcelona (102.140) - París Saint-Germain (98.680) - Bayern Múnic (78.090) - Manchester City (69.645) - Slavia Praga (65.365) - Chelsea (63.645) - FC Rosengård (59.015) - Atlético de Madrid (47.140) - Fortuna Hjørring (46.385) - Brøndby IF (45.385) - Lillestrøm SK (44.075) - BIIK Kazygurt (38.590) - Glasgow City FC (36.590) - FC Zurich Frauen (34.920) | - Sparta Praga (31.365) - Fiorentina (29.065) - FK Minsk (25.270) - SKN St. Pölten Frauen (23.950) - AFC Ajax (23.890) - ZFK Spartak Subotica (20.615) - Kopparbergs/Göteborg FC (20.015) - Juventus FC (17.065) - PSV Eindhoven (10.890) - Vålerenga FD (9.075) - Górnik Łęczna (8.825) - Servette FCCF (7.920) - ZNK Pomurje (6.980) - WFC Zhytlobud-2 Kharkiv (4.800) - Sport Lisboa e Benfica (3.960) - WFC Lantchkhouti (0,000) |

Els partits d'anada tenen lloc els dies 9 i 10 de desembre de 2020 i els partits de tornada els dies 15, 16 i 17 de desembre de 2020, a excepció de l'eliminatòria entre el Vålerenga FD i el Brøndby IF, que té lloc l'11 de febrer en un sol partit. De fet, l'anada entre Vålerenga i Brøndby, prevista inicialment per al 10 de desembre de 2020, es posposa després de la decisió de les autoritats noruegues de posar en quarantena la delegació de Brøndby a causa d'un cas positiu d'una jugadora amb Covid-19. El partit de tornada previst per al 16 de desembre de 2020 es posposa al seu torn després d'un nou cas positiu a la plantilla de Brøndby. Els dos partits es posposen al 7 i 14 de febrer de 2021. No obstant això, a causa de les restriccions sanitàries a Noruega sense excepció per al futbol, Brøndby i Vålerenga acorden jugar un partit únic a Brøndby l'11 de febrer de 2021.
| 9 de desembre de 2020 | St. Pölten                | 2–0     | Zürich |                                                                      |  |
| 17:00                 | - Enzinger 71' - Zver 75' | Informe |        | NV Arena, Sankt Pölten · 0 espectadors · Ivana Martinčić (Croàcia) · |  |

| 17 de desembre de 2020 | Zürich | 0–1     | St. Pölten |                                                               |  |
| 20:15                  |        | Informe | Makas 84'  | Letzigrund, Zúric · 0 espectadors · Cheryl Foster (Gal·les) · |  |

St. Pölten guanya 3–0 en el global.
| 9 de desembre de 2020 | Juventus FC                        | 2–3     | Olympique de Lió                               |                                                                    |  |
| 15:00                 | - Hurtig 16' - Buchanan 38' (p.p.) | Informe | - Renard 30' (pen.) - Malard 68' - Kumagai 88' | Juventus Stadium, Turí · 0 espectadors · Riem Hussein (Alemanya) · |  |

| 15 de desembre de 2020 | Olympique Lyonnais                         | 3–0     | Juventus |                                                                                     |  |
| 19:00                  | - Marozsán 21' - Malard 88' - Cayman 90+1' | Informe |          | Parc Olympique Lyonnais, Décines-Charpieu · 0 espectadors · Sara Persson (Suècia) · |  |

Olympique Lyonnes guanya 6–2 en el global.
| 9 de desembre de 2020 | Pomurje | 0–3     | Fortuna Hjørring                    |                                                                                   |  |
| 16:00                 |         | Informe | - George 45+1', 48' - Holmgaard 59' | Stadion Gornja Radgona, Gornja Radgona · 0 espectadors · Ewa Augustyn (Polònia) · |  |

| 16 de desembre de 2020 | Fortuna Hjørring                                | 3–2     | Pomurje                    |                                                                               |  |
| 19:00                  | - Snerle 45+1' - M. Carstens 80' - Andersen 81' | Informe | - Hofman 66' - Kolbl 90+3' | Hjørring Stadium, Hjørring · 207 espectadors · Iuliana Demetrescu (Romania) · |  |

Fortuna Hjørring guanya 6–2 en el global.
| 9 de desembre de 2020 | PSV       | 1–4     | Barcelona                                                            |                                                                            |  |
| 16:30                 | Smits 89' | Informe | - Hermoso 4' - Van den Berg 45+1' (p.p.) - Oshoala 66' - Martens 75' | De Herdgang, Eindhoven · 0 espectadors · Olga Zadinová (República Txeca) · |  |

| 16 de desembre de 2020 | Barcelona                                  | 4–1     | PSV       |                                                                                        |  |
| 17:00                  | - Graham Hansen 4', 61' - Martens 41', 75' | Informe | Smits 90' | Johan Cruyff Stadium, Sant Joan Despí · 0 espectadors · Ivana Projkovska (Macedònia) · |  |

Barcelona guanya 8–2 en el global.
| 9 de desembre de 2020 | Lanchkhuti | 0–7     | Rosengård |                                                                              |  |
| 11:00 (14:00 GET)     |            | Informe | - Čanković 7' - Rytting Kaneryd 18' - Anvegård 20' - Troelsgaard 26' - Bennison 28' - Viggósdóttir 32' - Seger 74' | Mikheil Meskhi Stadium-2, Tbilisi · 0 espectadors · Reelika Turi (Estònia) · |  |

| 16 de desembre de 2020 | Rosengård | 10–0    | Lanchkhuti |                                                                    |  |
| 18:00                  | - Troelsgaard 6', 56' - Čanković 14', 49', 57' - Anvegård 17', 68' - Rytting Kaneryd 30' - Bennison 32' - Seger 48' | Informe |            | Malmö IP, Malmö · 0 espectadors · Shona Shukrula (Països Baixos) · |  |

Rosengård guanya 17–0 en el global.
| 9 de desembre de 2020 | Spartak Subotica | 0–5     | VfL Wolfsburg                                             |                                                                              |  |
| 15:00                 |                  | Informe | - Jakabfi 4', 55' - Oberdorf 8' - Janssen 33' - Rauch 77' | Subotica City Stadium, Subotica · 0 espectadors · Melis Özçiğdem (Turquia) · |  |

| 16 de desembre de 2020 | VfL Wolfsburg                   | 2–0     | Spartak Subotica |                                                                         |  |
| 18:00                  | - Rolfö 66' - Van de Sanden 73' | Informe |                  | AOK Stadion, Wolfsburg · 0 espectadors · Petra Pavlíková (Eslovàquia) · |  |

VfL Wolfsburg guanya 7–0 en el global.
| 9 de desembre de 2020 | Zhytlobud-2 Kharkiv           | 2–1     | BIIK Kazygurt |                                                                                               |  |
| 12:00 (13:00 EET)     | - Filenko 30' - Andrukhiv 59' | Informe | - Babshuk 50' | Oleksiy Butovsky Vorskla Stadium, Poltava · 0 espectadors · Justina Lavrenovaite (Lituània) · |  |

| 16 de desembre de 2020 | BIIK Kazygurt      | 1–0     | Zhytlobud-2 Kharkiv |                                                                          |  |
| 07:00 (12:00 ALMT)     | Kulmagambetova 35' | Informe |                     | Namyz Stadium, Shymkent · 0 espectadors · Hristiyana Guteva (Bulgària) · |  |

Empat 2–2 en el global. BIIK Kazygurt guanya pel valor doble dels gols marcats en camp contrari en cas d'empat.
| 9 de desembre de 2020 | FC Minsk | 0–2     | LSK Kvinner                    |                                                                    |  |
| 12:00 (14:00 FET)     |          | Informe | - Haavi 2' - Vanhaevermaet 56' | FC Minsk Stadium, Minsk · 0 espectadors · Sabina Bolić (Croàcia) · |  |

| 16 de desembre de 2020 | LSK Kvinner | 0–1     | FC Minsk      |                                                                       |  |
| 18:30                  |             | Informe | Skorynina 72' | Åråsen Stadion, Lillestrøm · 0 espectadors · Maria Marotta (Itàlia) · |  |

LSK Kvinner guanya 2–1 en el global.
| 9 de desembre de 2020 | Kopparbergs/Göteborg | 1–2     | Manchester City           |                                                                           |  |
| 16:00                 | Bøe Risa 2'          | Informe | - Stanway 41' - Mewis 76' | Valhalla IP, Göteborg · 0 espectadors · Jana Adámková (República Txeca) · |  |

| 16 de desembre de 2020 | Manchester City               | 3–0     | Kopparbergs/Göteborg |                                                                           |  |
| 16:00 (15:00 GMT)      | - Hemp 37' - Stanway 65', 68' | Informe |                      | Academy Stadium, Manchester · 0 espectadors · Katalin Kulcsár (Hongria) · |  |

Manchester City guanya 5–1 en el global.
| 10 de desembre de 2020 | Fiorentina                | 2–2     | Slavia Prague                |                                                                               |  |
| 14:00                  | - Quinn 4' - Sabatino 79' | Informe | - Persson 40' - Divišová 59' | Stadio Artemio Franchi, Florència · 0 espectadors · Rebecca Welch (England) · |  |

| 16 de desembre de 2020 | Slavia Prague | 0–1     | Fiorentina     |                                                                  |  |
| 14:00                  |               | Informe | Sabatino 90+5' | Sinobo Stadium, Praga · 0 espectadors · Tess Olofsson (Suècia) · |  |

Fiorentina guanya 3–2 en el global.
| 7 de febrer de 2021 | Vålerenga | Cancel·lat | Brøndby |                        |  |
| 15:00               |           | Informe    |         | Intility Arena, Oslo · |  |

| 11 de febrer de 2021                            | Brøndby                                         | 1–1             | Vålerenga                                                 |                                                                        |                                                           |
| 15:00                                           | - Hasbo 78'                                     | Informe         | - Stefanović 16' (pen.)                                   | Brøndby Stadium, Brøndby · 0 espectadors · Katalin Kulcsár (Hongria) · |                                                           |
|                                                 |                                                 | Tanda de penals |                                                           |                                                                        |                                                           |
| * Nielsen - Hasbo - Christiansen - Gejl - Lamti | * Nielsen - Hasbo - Christiansen - Gejl - Lamti | 5–4             | * Sigurðardóttir - Stefanović - Thomsen - Jensen - Nygård | * Sigurðardóttir - Stefanović - Thomsen - Jensen - Nygård              | * Sigurðardóttir - Stefanović - Thomsen - Jensen - Nygård |

Empat 1-1 a partit únic. El Brondby guanya 5-4 en els penals.
| 10 de desembre de 2020 | Górnik Łęczna | 0–2     | Paris Saint-Germain           |                                                                       |  |
| 17:00                  |               | Informe | - Huitema 17' - Baltimore 25' | Stadion Miejski, Łęczna · 0 espectadors · Lorraine Watson (Escòcia) · |  |

| 16 de desembre de 2020 | Paris Saint-Germain                                                   | 6–1     | Górnik Łęczna | |  |
| 15:00                  | - Nadim 21' - Huitema 24' - Paredes 32', 89' - Katoto 43' - Diani 51' | Informe | Kamczyk 62'   | Stade Municipal Georges Lefèvre, Saint-Germain-en-Laye · 0 espectadors · Jelena Pejković (Croàcia) · |  |

Paris Saint-Germain guanya 8–1 en el global.
| 9 de desembre de 2020 | Sparta Praga                       | 2–1     | Glasgow City |                                                                    |  |
| 15:00                 | - L. Martínková 34' - Dlasková 41' | Informe | Wojcik 51'   | Letní Stadion, Chomutov · 0 espectadors · Eszter Urban (Hongria) · |  |

| 16 de desembre de 2020 | Glasgow City | 0–1     | Sparta Prague    |                                                                               |  |
| 20:00 (19:00 GMT)      |              | Informe | L. Martínková 7' | Broadwood Stadium, Cumbernauld · 0 espectadors · Silvia Domingos (Portugal) · |  |

Sparta Praga guanya 3–1 en el global.
| 9 de desembre de 2020 | Benfica | 0–5     | Chelsea                                                 |                                                                    |  |
| 16:00 (15:00 WET)     |         | Informe | - Kirby 2', 33' - Bright 29' - Harder 45' - England 54' | Benfica Campus, Seixal · 0 espectadors · Esther Staubli (Suïssa) · |  |

| 16 de desembre de 2020 | Chelsea                         | 3–0     | Benfica |                                                                                   |  |
| 20:00 (19:00 GMT)      | - England 28', 90+1' - Kerr 65' | Informe |         | Kingsmeadow, Kingston upon Thames · 0 espectadors · Lina Lehtovaara (Finlàndia) · |  |

Chelsea guanya 8–0 en el global.
| 10 de desembre de 2020 | Ajax             | 1–3     | Bayern de Múnic                                     |                                                                                   |  |
| 18:00                  | Van de Velde 79' | Informe | - De Sanders 57' (p.p.) - Lohmann 69' - Laudehr 86' | Sportpark De Toekomst, Duivendrecht · 0 espectadors · Pernilla Larsson (Suècia) · |  |

| 16 de desembre de 2020 | Bayern Munich                                        | 3–0     | Ajax |                                                                             |  |
| 18:00                  | - Beerensteyn 1' - Schüller 47' - Lohmann 69' (pen.) | Informe |      | FC Bayern Campus, Múnic · 0 espectadors · Anastasia Pustovoitova (Rússia) · |  |

Bayern Munich guanya 6–1 en el global.
| 9 de desembre de 2020 | Servette Chênois                   | 2–4     | Atlético de Madrid                                                 |                                                                       |  |
| 18:00                 | - Serrano 18' - Lagonia 32' (pen.) | Informe | - Soulard 21' (p.p.) - Ludmila 47' - Castellanos 55' - Laurent 90' | Stade de Genève, Gènova · 0 espectadors · Henrikke Nervik (Noruega) · |  |

| 15 de desembre de 2020 | Atlético de Madrid                                                          | 5–0     | Servette Chênois |                                                                                                |  |
| 20:30                  | - Santos 14' - Castellanos 45' - Tounkara 62' - Duggan 72' - Sampedro 90+3' | Informe |                  | Centro Deportivo Wanda Alcalá de Henares, Madrid · 0 espectadors · Frida Nielsen (Dinamarca) · |  |

Atlético de Madrid guanya 9–2 en el global.

### Vuitens de final
El sorteig dels vuitens de final es fa el 16 de febrer de 2021 a Nyon.
- Durant el sorteig, els equips es divideixen en 2 grups. A cada grup, els quatre clubs amb els coeficients més alts són caps de sèrie i es col·loquen en un bol. A l'altre es col·loquen els equips que no són caps de sèrie.
- Cap club pot trobar-se amb un adversari de la mateixa associació.
- Un sorteig independent determina qui jugarà l'anada a casa (i, per tant, qui jugarà la tornada a domicili).

| Grup 1          | Grup 1        | Grup 1                | Grup 1           | Grup 2              | Grup 2        | Grup 2             | Grup 2           |
| Caps de sèrie   | Caps de sèrie | No caps de sèrie      | No caps de sèrie | Caps de sèrie       | Caps de sèrie | No caps de sèrie   | No caps de sèrie |
| --------------- | ------------- | --------------------- | ---------------- | ------------------- | ------------- | ------------------ | ---------------- |
| VfL Wolfsburg   | 114.090       | Fortuna Hjørring      | 46.385           | Olympique de Lió    | 145.680       | Atlético de Madrid | 47.140           |
| FC Barcelona    | 102.140       | Lillestrøm SK         | 44.075           | París Saint-Germain | 98.680        | Brøndby IF         | 45.385           |
| Bayern de Múnic | 78.090        | BIIK Kazygurt         | 38.570           | Manchester City     | 69.645        | Sparta Praga       | 31.365           |
| FC Rosengård    | 59.015        | SKN St. Pölten Frauen | 23.950           | Chelsea             | 63.645        | Fiorentina         | 29.065           |

Els partits d'anada tenen lloc el 3 i el 4 de març de 2021 i els partits de tornada el dia 10 i 11 de març de 2021.
| 3 de març de 2021 | VfL Wolfsburg | 2–0     | LSK Kvinner |                                                                         |  |
| 18:15             | Popp 2', 59'  | Informe |             | AOK Stadion, Wolfsburg · 0 espectadors · Désirée Grundbacher (Suïssa) · |  |

| 10 de març de 2021 | LSK Kvinner | 0–2     | VfL Wolfsburg                            |                                                                               |  |
| 14:00              |             | Informe | - Gausdal 43' (p.p.) - Syrstad Engen 45' | Gyirmóti Stadion, Győr (Hongria) · 0 espectadors · Sandra Bastos (Portugal) · |  |

VfL Wolfsburg guanya 4–0 en el global.
| 3 de març de 2021 | Barcelona                              | 4–0     | Fortuna Hjørring |                                                                                         |  |
| 16:45             | - Hermoso 12', 18', 57' - Putellas 82' | Informe |                  | Estadi Johan Cruyff, Sant Joan Despí · 0 espectadors · Shona Shukrula (Països Baixos) · |  |

| 10 de març de 2021 | Fortuna Hjørring | 0–5     | Barcelona                                                              |                                                                          |  |
| 15:55              |                  | Informe | - Bonmatí 36', 49' - Caldentey 55' (pen.) - Oshoala 79' - Torrejón 86' | Hjørring Stadium, Hjørring · 0 espectadors · Lorraine Watson (Escòcia) · |  |

Barcelona guanya 9–0 en el global.
| 3 de març de 2021 | Rosengård                       | 2–2     | St. Pölten    |                                                             |  |
| 18:00             | - Troelsgaard 68' - Seger 90+4' | Informe | Zver 21', 46' | Malmö IP, Malmö · 0 espectadors · Riem Hussein (Alemanya) · |  |

| 10 de març de 2021 | St. Pölten | 0–2     | Rosengård                 |                                                                            |  |
| 20:30              |            | Informe | - Seger 26' - Larsson 42' | NV Arena, Sankt Pölten · 0 espectadors · Anastasia Pustovoitova (Rússia) · |  |

Rosengård guanya 4–2 en el global.
| 4 de març de 2021  | BIIK Kazygurt  | 1–6     | Bayern de Múnic                                                                              |                                                                       |  |
| 07:00 (12:00 ALMT) | Kundananji 81' | Informe | - Beerensteyn 10' - Schüller 27' - Dallmann 47', 90' (pen.) - Glas 62' - Vilhjálmsdóttir 68' | Namyz Stadium, Shymkent · 0 espectadors · Kateryna Monzul (Ucraïna) · |  |

| 10 de març de 2021 | Bayern Munich                                               | 3–0     | BIIK Kazygurt |                                                                          |  |
| 18:15              | - Magull 2' (pen.) - Boye Sørensen 35' - Lohmann 60' (pen.) | Informe |               | FC Bayern Campus, Múnic · 0 espectadors · Iuliana Demetrescu (Romania) · |  |

Bayern Munich guanya 9–1 en el global.
| 3 de març de 2021 | Manchester City                  | 3–0     | Fiorentina |                                                                            |  |
| 17:45 (16:45 GMT) | - Hemp 2' - White 4' - Mewis 89' | Informe |            | Academy Stadium, Manchester · 0 espectadors · Monika Mularczyk (Polònia) · |  |

| 11 de març de 2021 | Fiorentina | 0–5     | Manchester City                                    |                                                                              |  |
| 14:00              |            | Informe | - White 9', 32' - Weir 18' (pen.) - Mewis 60', 79' | Stadio Artemio Franchi, Florence · 0 espectadors · Esther Staubli (Suïssa) · |  |

Manchester City guanya 8–0 en el global.
| 9 de març de 2021 | París Saint-Germain                                                | 5–0     | Sparta Praga | |  |
| 16:00             | - Katoto 29', 36' - Bachmann 55' - Ashley Lawrence 64' - Luana 79' | Informe |              | Stade Municipal Georges Lefèvre, Saint-Germain-en-Laye · 0 espectadors · Frida Nielsen (Dinamarca) · |  |

| 17 de març de 2021 | Sparta Prague | 3–0     | Paris Saint-Germain |                                                       |  |
| 14:30              |               | Informe |                     | Letní Stadion, Chomutov · Katalin Kulcsár (Hongria) · |  |

Paris Saint-Germain guanya 5–3 en el global.
| 4 de març de 2021 | Olympique de Lió            | 2–0     | Brøndby IF |                                                                                         |  |
| 16:00             | - Parris 30' - Malard 90+3' | Informe |            | Parc Olympique Lyonnais, Décines-Charpieu · 0 espectadors · Henrikke Nervik (Noruega) · |  |

| 10 de març de 2021 | Brøndby          | 1–3     | Olympique Lyonnese                            |                                                                        |  |
| 13:55              | Christiansen 11' | Informe | - Parris 32' - Malard 42' - Renard 50' (pen.) | Brøndby Stadium, Brøndby · 0 espectadors · Ivana Martinčić (Croàcia) · |  |

Olympique Lyonnese guanya 5–1 en el global.
| 3 de març de 2021 | Chelsea                         | 2–0     | Atlético de Madrid |                                                                              |  |
| 20:00 (19:00 GMT) | - Mjelde 58' (pen.) - Kirby 64' | Informe |                    | Kingsmeadow, Kingston upon Thames · 0 espectadors · Tess Olofsson (Suècia) · |  |

| 10 de març de 2021 | Atlético de Madrid | 1–1     | Chelsea           |                                                                                          |  |
| 13:30              | Laurent 90+3'      | Informe | Mjelde 77' (pen.) | Stadio Brianteo, Monza (ciutat d'Itàlia) · 0 espectadors · Stéphanie Frappart (França) · |  |

Chelsea guanya 3–1 en el global.

### Quarts de final
El sorteig dels quarts de final va tenir lloc el 12 de març de 2021 a Nyon. Els vuit equips que queden a la competició estan sotmesos a un sorteig complet, sense caps de sèrie i on es poden trobar equips del mateix país. Per als quarts de final, les vuit pilotes es col·loquen en un bol i es barregen. El primer equip és l'anfitrió a l'anada. El procediment és el mateix per als altres tres partits.
Per al sorteig de semifinals, quatre trossos de paper marcats amb "Guanyador de quarts de final 1" a "Guanyador de quarts de final 4» es col·loquen en un bol. El sorteig és similar al dels quarts de final. Un altre sorteig determina quin dels dos finalistes serà l'equip de casa a la final.
Els equips classificats per als quarts de final són:
- Olympique de Lió
- VfL Wolfsburg
- París Saint-Germain
- FC Barcelona
- Bayern de Múnic
- Manchester City
- Chelsea
- FC Rosengård

Els partits tenen lloc el 23-24 de març de 2021 per a l'anada i el 31 de març i 11 d'abril de 2021 per als partits de tornada. El partit de tornada entre l'Olympique de Lió i el París Saint-Germain s'ajorna al 18 d'abril a causa dels casos de Covid-19 a la plantilla de Lió.
| 24 de març de 2021 | Bayern de Múnic                            | 3–0     | FC Rosengård |                                                                       |  |
| 19:00              | - Dallmann 9' - Bühl 28' - Beerensteyn 65' | Informe |              | FC Bayern Campus, Múnic · 0 espectadors · Lina Lehtovaara (Finland) · |  |

| 1 d'abril de 2021 | Rosengård | 0–1     | Bayern Munich  |                                                                    |  |
| 19:00             |           | Informe | - Schüller 22' | Malmö IP, Malmö · 0 espectadors · Olga Zadinová (Czech Republic) · |  |

Bayern Munich guanya 4–0 en el global.
| 24 de març de 2021 | París Saint-Germain | 0–1     | Olympique de Lió  |                                                                          |  |
| 18:00              |                     | Informe | Renard 86' (pen.) | Parc des Princes, París · 0 espectadors · Esther Staubli (Switzerland) · |  |

| 18 d'abril de 2021 | Olympique Lyonnese | 1–2     | Paris Saint-Germain              |                                                                                         |  |
| 14:00              | - Macario 4'       | Informe | - Geyoro 25' - Renard 61' (p.p.) | Parc Olympique Lyonnais, Décines-Charpieu · 0 espectadors · Ivana Martinčić (Croatia) · |  |

2–2 en el global. Paris Saint-Germain guanya pel valor doble dels gols marcats fora de casa en cas d'empat.
| 24 de març de 2021 | Barcelona                                          | 3–0     | Manchester City |                                                                                     |  |
| 12:30              | - Oshoala 35' - Caldentey 53' (pen.) - Hermoso 86' | Informe |                 | Stadio Brianteo, Monza (ciutat d'Itàlia) · 0 espectadors · Tess Olofsson (Sweden) · |  |

| 31 de març de 2021 | Manchester City                 | 2–1     | Barcelona     |                                                                           |  |
| 17:00 (16:00 BST)  | - Beckie 20' - Mewis 68' (pen.) | Informe | - Oshoala 59' | Academy Stadium, Manchester · 0 espectadors · Monika Mularczyk (Poland) · |  |

Barcelona guanya 4–2 en el global.
| 24 de març de 2021 | Chelsea                 | 2–1     | VfL Wolfsburg        |                                                                                              |  |
| 17:00              | - Kerr 55' - Harder 66' | Informe | - Janssen 70' (pen.) | Szusza Ferenc Stadion, Budapest (Hongria) · 0 espectadors · Jana Adámková (Czech Republic) · |  |

| 31 de març de 2021 | VfL Wolfsburg | 0–3     | Chelsea                                    |                                                                                               |  |
| 14:00              |               | Informe | - Harder 27' (pen.) - Kerr 32' - Kirby 81' | Szusza Ferenc Stadion, Budapest (Hongria) · 0 espectadors · Anastasia Pustovoitova (Russia) · |  |

Chelsea guanya 5–1 en el global.

### Semifinals
Els partits tenen lloc el dia 25 d'abril de 2021 per a l'anada i el 2 de maig de 2021 per als partits de tornada.
| 25 d'abril de 2021 | París Saint-Germain | 1–1     | Barcelona     |                                                                                            |  |
| 15:00              | - Cook 21'          | Informe | - Hermoso 13' | Stade Municipal Georges Lefèvre, París · 0 espectadors · Olga Zadinová (República Txeca) · |  |

| 2 de maig de 2021 | Barcelona         | 2–1     | Paris Saint-Germain |                                                                                             |  |
| 12:00             | - Martens 8', 31' | Informe | - Katoto 34'        | Johan Cruyff Stadium, Sant Joan Despí · 981 espectadors · Anastasia Pustovoitova (Rússia) · |  |

Barcelona guanya 3–2 en el global.
| 25 d'abril de 2021 | Bayern de Múnic          | 2–1     | Chelsea       |                                                                   |  |
| 17:00              | - Lohmann 12' - Glas 56' | Informe | - Leupolz 23' | FC Bayern Campus, Múnic · 0 espectadors · Sara Persson (Suècia) · |  |

| 2 de maig de 2021 | Chelsea                                  | 4–1     | Bayern de Múnic |                                                                               |  |
| 13:30 (12:30 BST) | - Kirby 11', 90+5' - Ji 43' - Harder 84' | Informe | - Zadrazil 29'  | Kingsmeadow, Kingston upon Thames · 0 espectadors · Esther Staubli (Suïssa) · |  |

Chelsea guanya 5–3 en el global.

### Final
La final es juga en un sol partit, el diumenge16, a Göteborg, Suècia, a l'estadi Gamla Ullevi.
| Chelsea | 0–4     | Barcelona                                                          |
| ------- | ------- | ------------------------------------------------------------------ |
|         | Informe | * Leupolz 1' (p.p.) - Alexia 14' (pen.) - Bonmatí 21' - Hansen 36' |

| Chelsea | Barcelona |

| POR          | 30 | Ann-Katrin Berger      |     |     |
| DEF          | 7  | Jessica Carter         |     |     |
| DEF          | 4  | Millie Bright          |     |     |
| DEF          | 16 | Magdalena Eriksson (c) |     |     |
| DEF          | 21 | Niamh Charles          |     |     |
| MIG          | 8  | Melanie Leupolz        |     | 46' |
| MIG          | 5  | Sophie Ingle           | 38' |     |
| MIG          | 10 | Ji So-yun              |     | 73' |
| DAV          | 14 | Fran Kirby             |     |     |
| DAV          | 23 | Pernille Harder        |     |     |
| DAV          | 20 | Sam Kerr               |     | 73' |
| Substitutes: |    |                        |     |     |
| POR          | 1  | Zećira Mušović         |     |     |
| POR          | 28 | Carly Telford          |     |     |
| DEF          | 3  | Hannah Blundell        |     |     |
| DEF          | 25 | Jonna Andersson        |     |     |
| DEF          | 29 | Jorja Fox              |     |     |
| MIG          | 11 | Guro Reiten            |     | 46' |
| MIG          | 17 | Jessie Fleming         |     |     |
| MIG          | 24 | Drew Spence            |     |     |
| DAV          | 9  | Bethany England        |     | 73' |
| DAV          | 22 | Erin Cuthbert          |     | 73' |
| DAV          | 33 | Agnes Beever-Jones     |     |     |
| Entrenadora: |    |                        |     |     |
| Emma Hayes   |    |                        |     |     |

| POR          | 1  | Sandra Paños           |     |     |
| DEF          | 8  | Marta Torrejón         |     | 82' |
| DEF          | 12 | Patricia Guijarro      |     |     |
| DEF          | 4  | Mapi León              |     |     |
| DEF          | 15 | Leila Ouahabi          | 69' | 82' |
| MIG          | 14 | Aitana Bonmatí         |     |     |
| MIG          | 10 | Kheira Hamraoui        |     |     |
| MIG          | 11 | Alexia Putellas (c)    |     | 71' |
| DAV          | 16 | Caroline Graham Hansen |     | 62' |
| DAV          | 7  | Jennifer Hermoso       |     | 71' |
| DAV          | 22 | Lieke Martens          |     |     |
| Substitutes: |    |                        |     |     |
| POR          | 13 | Cata Coll              |     |     |
| POR          | 25 | Gemma Font             |     |     |
| DEF          | 3  | Laia Codina            |     |     |
| DEF          | 5  | Melanie Serrano        |     | 82' |
| DEF          | 18 | Ana-Maria Crnogorčević |     | 82' |
| DEF          | 23 | Jana Fernández         |     |     |
| MIG          | 6  | Vicky Losada (c)       |     | 71' |
| DAV          | 9  | Mariona Caldentey      |     | 62' |
| DAV          | 20 | Asisat Oshoala         |     | 71' |
| DAV          | 24 | Bruna Vilamala         |     |     |
| Entrenador:  |    |                        |     |     |
| Lluís Cortés |    |                        |     |     |

| Campió de la Lliga de Campions Femenina de la UEFA 2021 |
| ------------------------------------------------------- |
| FC Barcelona Primer títol                               |

| Rang | Jugadora                  | Equip               | Gols | Mín. jugat |
| ---- | ------------------------- | ------------------- | ---- | ---------- |
| 1.   | Jennifer hermoso          | FC Barcelona        | 6    | 510        |
| 1.   | Fran Kirby                | Chelsea             | 6    | 690        |
| 3.   | Sam Mewis                 | Manchester City     | 5    | 396        |
| 3.   | Lieke Martens             | FC Barcelona        | 5    | 534        |
| 5.   | Melvine Malard            | Olympique de Lió    | 4    | 200        |
| 5.   | Asisat Oshoala            | FC Barcelona        | 4    | 333        |
| 5.   | Sydney Lohmann            | Bayern de Múnic     | 4    | 450        |
| 5.   | Maria Antonieta Katoto    | Paris Saint Germain | 4    | 475        |
| 5.   | Jelena Čanković           | FC Rosengård        | 4    | 533        |
| 5.   | Sanne Troelsgaard Nielsen | FC Rosengård        | 4    | 533        |
| 5.   | Pernille Harder           | Chelsea             | 4    | 698        |

| Rang | Jugadora               | Equip         | Assistències | Mín. jugat |
| ---- | ---------------------- | ------------- | ------------ | ---------- |
| 1.   | Guro Reiten            | Chelsea       | 7            | 391        |
| 2.   | Caroline Graham Hansen | FC Barcelona  | 5            | 619        |
| 3.   | Svenja Huth            | VfL Wolfsburg | 4            | 438        |
| 4.   | Jelena Čanković        | FC Rosengård  | 4            | 533        |

| Pos | Jugadora               | Equip(s)            |
| --- | ---------------------- | ------------------- |
| POR | Ann-Katrin Berger      | Chelsea             |
| POR | Christiane Endler      | Paris Saint-Germain |
| POR | Sandra Paños           | Barcelona           |
| DEF | Magdalena Eriksson     | Chelsea             |
| DEF | Marina Hegering        | Bayern de Múnic     |
| DEF | Kathrin Hendrich       | VfL Wolfsburg       |
| DEF | Ashley Lawrence        | Paris Saint-Germain |
| DEF | Mapi León              | Barcelona           |
| DEF | Irene Paredes          | Paris Saint-Germain |
| MIG | Aitana Bonmatí         | Barcelona           |
| MIG | Grace Geyoro           | Paris Saint-Germain |
| MIG | Patricia Guijarro      | Barcelona           |
| MIG | Sophie Ingle           | Chelsea             |
| MIG | Sydney Lohmann         | Bayern de Múnic     |
| MIG | Lina Magull            | Bayern de Múnic     |
| MIG | Sam Mewis              | Manchester City     |
| MIG | Alexia Putellas        | Barcelona           |
| DAV | Caroline Graham Hansen | Barcelona           |
| DAV | Pernille Harder        | Chelsea             |
| DAV | Jennifer Hermoso       | Barcelona           |
| DAV | Sam Kerr               | Chelsea             |
| DAV | Fran Kirby             | Chelsea             |
| DAV | Lieke Martens          | Barcelona           |

| Possició                       | Jugador                | Equip(s)            | Punts      |
| Finalistes                     | Finalistes             | Finalistes          | Finalistes |
| ------------------------------ | ---------------------- | ------------------- | ---------- |
| 1                              | Sandra Paños           | Barcelona           | 95         |
| 2                              | Christiane Endler      | Paris Saint-Germain | 90         |
| 3                              | Ann-Katrin Berger      | Chelsea             | 60         |
| Jugadores en les posicions 4–7 |                        |                     |            |
| 4                              | Ellie Roebuck          | Manchester City     | 8          |
| 5                              | Sarah Bouhaddi         | Olympique de Lió    | 4          |
| 6                              | Katarzyna Kiedrzynek   | VfL Wolfsburg       | 3          |
| 7                              | Pauline Peyraud-Magnin | Atlético de Madrid  | 1          |

| Possició                        | Jugador            | Equip(s)            | Punts      |
| Finalistes                      | Finalistes         | Finalistes          | Finalistes |
| ------------------------------- | ------------------ | ------------------- | ---------- |
| 1                               | Irene Paredes      | Paris Saint-Germain | 62         |
| 2                               | Mapi León          | Barcelona           | 56         |
| 3                               | Magdalena Eriksson | Chelsea             | 42         |
| Jugadores en les posicions 4–10 |                    |                     |            |
| 4                               | Ashley Lawrence    | Paris Saint-Germain | 29         |
| 5                               | Marina Hegering    | Bayern de Múnic     | 24         |
| 6                               | Wendie Renard      | Olympique de Lió    | 16         |
| 7                               | Marta Torrejón     | Barcelona           | 9          |
| 8                               | Millie Bright      | Chelsea             | 6          |
| 9                               | Laia Aleixandri    | Atlético de Madrid  | 3          |
| 9                               | Lucy Bronze        | Manchester City     | 3          |

| Possició                       | Jugador                | Equip(s)            | Punts      |
| Finalistes                     | Finalistes             | Finalistes          | Finalistes |
| ------------------------------ | ---------------------- | ------------------- | ---------- |
| 1                              | Sandra Paños           | Barcelona           | 95         |
| 2                              | Christiane Endler      | Paris Saint-Germain | 90         |
| 3                              | Ann-Katrin Berger      | Chelsea             | 60         |
| Jugadores en les posicions 4–7 |                        |                     |            |
| 4                              | Ellie Roebuck          | Manchester City     | 8          |
| 5                              | Sarah Bouhaddi         | Olympique de Lió    | 4          |
| 6                              | Katarzyna Kiedrzynek   | VfL Wolfsburg       | 3          |
| 7                              | Pauline Peyraud-Magnin | Atlético de Madrid  | 1          |

| Possició                        | Jugador            | Equip(s)            | Punts      |
| Finalistes                      | Finalistes         | Finalistes          | Finalistes |
| ------------------------------- | ------------------ | ------------------- | ---------- |
| 1                               | Irene Paredes      | Paris Saint-Germain | 62         |
| 2                               | Mapi León          | Barcelona           | 56         |
| 3                               | Magdalena Eriksson | Chelsea             | 42         |
| Jugadores en les posicions 4–10 |                    |                     |            |
| 4                               | Ashley Lawrence    | Paris Saint-Germain | 29         |
| 5                               | Marina Hegering    | Bayern de Múnic     | 24         |
| 6                               | Wendie Renard      | Olympique de Lió    | 16         |
| 7                               | Marta Torrejón     | Barcelona           | 9          |
| 8                               | Millie Bright      | Chelsea             | 6          |
| 9                               | Laia Aleixandri    | Atlético de Madrid  | 3          |
| 9                               | Lucy Bronze        | Manchester City     | 3          |

| Possició                        | Jugador            | Equip(s)            | Punts      |
| Finalistes                      | Finalistes         | Finalistes          | Finalistes |
| ------------------------------- | ------------------ | ------------------- | ---------- |
| 1                               | Alexia Putellas    | Barcelona           | 78         |
| 2                               | Aitana Bonmatí     | Barcelona           | 65         |
| 3                               | Ji So-yun          | Chelsea             | 15         |
| Jugadores en les posicions 4–10 |                    |                     |            |
| 4                               | Sam Mewis          | Manchester City     | 14         |
| 5                               | Sara Däbritz       | Paris Saint-Germain | 12         |
| 6                               | Patri Guijarro     | Barcelona           | 11         |
| 6                               | Sophie Ingle       | Chelsea             | 11         |
| 8                               | Kheira Hamraoui    | Barcelona           | 9          |
| 9                               | Grace Geyoro       | Paris Saint-Germain | 7          |
| 10                              | Dzsenifer Marozsán | Olympique de Lió    | 6          |

| Possició                     | Jugador                 | Equip(s)            | Punts      |
| Finalistes                   | Finalistes              | Finalistes          | Finalistes |
| ---------------------------- | ----------------------- | ------------------- | ---------- |
| 1                            | Jennifer Hermoso        | Barcelona           | 70         |
| 2                            | Lieke Martens           | Barcelona           | 42         |
| 3                            | Caroline Graham Hansen  | Barcelona           | 39         |
| Jugadores possicionades 4–10 |                         |                     |            |
| 4                            | Fran Kirby              | Chelsea             | 34         |
| 5                            | Pernille Harder         | Chelsea             | 25         |
| 6                            | Sam Kerr                | Chelsea             | 21         |
| 7                            | Lauren Hemp             | Manchester City     | 10         |
| 8                            | Marie-Antoinette Katoto | Paris Saint-Germain | 6          |
| 9                            | Kadidiatou Diani        | Paris Saint-Germain | 3          |
| 9                            | Asisat Oshoala          | Barcelona           | 3          |

| Possició                        | Jugador            | Equip(s)            | Punts      |
| Finalistes                      | Finalistes         | Finalistes          | Finalistes |
| ------------------------------- | ------------------ | ------------------- | ---------- |
| 1                               | Alexia Putellas    | Barcelona           | 78         |
| 2                               | Aitana Bonmatí     | Barcelona           | 65         |
| 3                               | Ji So-yun          | Chelsea             | 15         |
| Jugadores en les posicions 4–10 |                    |                     |            |
| 4                               | Sam Mewis          | Manchester City     | 14         |
| 5                               | Sara Däbritz       | Paris Saint-Germain | 12         |
| 6                               | Patri Guijarro     | Barcelona           | 11         |
| 6                               | Sophie Ingle       | Chelsea             | 11         |
| 8                               | Kheira Hamraoui    | Barcelona           | 9          |
| 9                               | Grace Geyoro       | Paris Saint-Germain | 7          |
| 10                              | Dzsenifer Marozsán | Olympique de Lió    | 6          |

| Possició                     | Jugador                 | Equip(s)            | Punts      |
| Finalistes                   | Finalistes              | Finalistes          | Finalistes |
| ---------------------------- | ----------------------- | ------------------- | ---------- |
| 1                            | Jennifer Hermoso        | Barcelona           | 70         |
| 2                            | Lieke Martens           | Barcelona           | 42         |
| 3                            | Caroline Graham Hansen  | Barcelona           | 39         |
| Jugadores possicionades 4–10 |                         |                     |            |
| 4                            | Fran Kirby              | Chelsea             | 34         |
| 5                            | Pernille Harder         | Chelsea             | 25         |
| 6                            | Sam Kerr                | Chelsea             | 21         |
| 7                            | Lauren Hemp             | Manchester City     | 10         |
| 8                            | Marie-Antoinette Katoto | Paris Saint-Germain | 6          |
| 9                            | Kadidiatou Diani        | Paris Saint-Germain | 3          |
| 9                            | Asisat Oshoala          | Barcelona           | 3          |